# アルベルト・モンカヨ
アルベルト・モンカヨ ( Alberto Moncayo Bernal, 1991年7月23日 - ) は、スペイン・アンダルシア州カディス出身のオートバイレーサー。2009年のスペインロードレース選手権(CEV)125ccクラスチャンピオン。2010年からロードレース世界選手権125ccクラスにフル参戦中。

## 経歴
4歳のときからポケバイに乗り始め、2002年にはバレンシアのミニバイクレースでチャンピオンとなる。翌年にはアンダルシア州のミニバイク選手権でチャンピオンとなり、2005年からは125ccのロードレースに転向、2006年にはカタルーニャ州の地方選手権で年間ランキング2位を記録した。
2007年、15歳のモンカヨはスペインロードレース選手権(CEV)125ccクラスに参戦を開始した。第5戦アルバセテで初表彰台(3位)を獲得、シリーズランキング12位で初年度を終えた。翌2008年にはそのアルバセテで初優勝を果たし、ランキングを4位に伸ばした。そして3年目の2009年、モンカヨはシーズン3勝を挙げ、ルーキーのマーベリック・ビニャーレスを4ポイント差で抑えてシリーズチャンピオンに輝いた。
2010年シーズン、モンカヨはCEV時代に所属していたアンダルシア・カハソルチームと共にロードレース世界選手権125ccクラスにフル参戦デビューを果たした。ダニー・ウェブをチームメイトにアプリリアの最新ファクトリーマシンであるRSA125を駆ったモンカヨは、17戦中12戦をポイント圏内で完走、第14戦日本GPでベストリザルトとなる5位に入り、年間ランキング13位を記録してルーキー・オブ・ザ・イヤーを獲得した。
2011年もチームに残留（チーム名は「アンダルシア・バンカ・シビカ」に変更）し、2年目のシーズンを迎える。チームメイトには前年のCEV125ccランキング2位のミゲル・オリベイラを新たに迎える。

## 主なレース戦績

### スペインロードレース選手権(CEV)
| シーズン | クラス | バイク     | 出走 | 優勝 | 表彰台 | ポイント | シリーズ順位 |
| -------- | ------ | ---------- | ---- | ---- | ------ | -------- | ------------ |
| 2007年   | 125cc  | アプリリア | 7    | 0    | 1      | 30       | 12位         |
| 2008年   | 125cc  | デルビ     | 7    | 1    | 2      | 77       | 4位          |
| 2009年   | 125cc  | アプリリア | 7    | 3    | 4      | 107      | 1位          |
| 合計     |        |            | 21   | 4    | 7      | 214      |              |

### ロードレース世界選手権
- 凡例
- ボールド体のレースはポールポジション、イタリック体のレースはファステストラップを記録。

| シーズン | クラス | バイク     | 1      | 2      | 3      | 4       | 5      | 6      | 7      | 8       | 9      | 10    | 11     | 12     | 13     | 14     | 15      | 16     | 17     | 順位 | ポイント |
| -------- | ------ | ---------- | ------ | ------ | ------ | ------- | ------ | ------ | ------ | ------- | ------ | ----- | ------ | ------ | ------ | ------ | ------- | ------ | ------ | ---- | -------- |
| 2008年   | 125cc  | デルビ     | QAT    | SPA 25 | POR    | CHN     | FRA    | ITA    | CAT    | GBR     | NED    | GER   | CZE    | SMR    | IND    | JPN    | AUS     | MAL    | VAL    | NC   | 0        |
| 2009年   | 125cc  | アプリリア | QAT    | JPN    | SPA 22 | FRA     | ITA    | CAT 19 | NED    | GER     | GBR    | CZE   | IND    | SMR    | POR 18 | AUS    | MAL     | VAL 19 |        | NC   | 0        |
| 2010年   | 125cc  | アプリリア | QAT 13 | SPA 6  | FRA 17 | ITA Ret | GBR 12 | NED 11 | CAT 13 | GER Ret | CZE 12 | IND 8 | SMR 13 | ARA 17 | JPN 5  | MAL 12 | AUS Ret | POR 6  | VAL 11 | 13位 | 70       |